# Entre Rios (Piauí)
A região Entre Rios é uma dos doze Territórios de Desenvolvimento do Piauí, regiões criadas pela Lei Complementar Nº 87/2007 e ratificadas pela Lei 6.967/2017 , em que se dividem o estado para fins de planejamento político/administrativo e implementação de projetos intermunicipais entre localidades dentro do mesmo polo, além de fornecer dois assentos para os Conselhos do Governo do Piauí..

## Municípios
Municipalidades listadas em ordem alfabética:
- Agricolândia
- Água Branca
- Alto Longá
- Altos
- Amarante
- Angical do Piauí
- Barro Duro
- Beneditinos
- Coivaras
- Curralinhos
- Demerval Lobão
- Hugo Napoleão
- Jardim do Mulato
- José de Freitas
- Lagoa Alegre
- Lagoa do Piauí
- Lagoinha do Piauí
- Miguel Alves
- Miguel Leão
- Monsenhor Gil
- Nazária
- Olho d'Água do Piauí
- Palmeirais
- Passagem Franca do Piauí
- Pau d'Arco do Piauí
- Regeneração
- Teresina
- Santo Antônio dos Milagres
- São Gonçalo do Piauí
- São Pedro do Piauí
- União

Os municípios deste território se localizam em várias regiões geográficas intermediárias, utilizada para fins estatísticos do IBGE, incluindo todos os integrantes da Região Geográfica Imediata de Teresina (exceptuando Novo Santo Antônio) e parte da Região Geográfica Imediata de Amarante-Água Branca-Regeneração e no passado faziam parte da Microrregião de Teresina e Microrregião do Médio Parnaíba Piauiense, exceptuando Alto Longá, que fazia parte da Microrregião de Campo Maior. . Além disso, Altos, Beneditinos, Coivaras, Curralinhos, Demerval Lobão, José de Freitas, Lagoa Alegre, Lagoa do Piauí, Miguel Leão, Monsenhor Gil, Teresina e União fazem parte da Região Integrada de Desenvolvimento da Grande Teresina, uma região metropolitana de corte interestadual (por incluir também a maranhense Timon), criada pelo Governo Federal . 